# Augustówka (szabla)

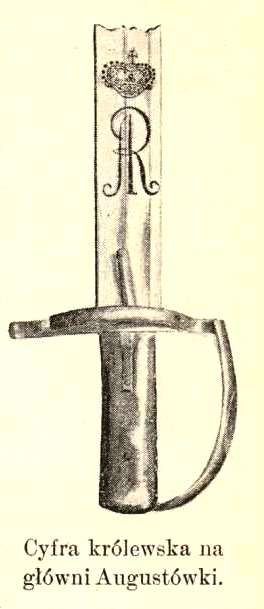
Augustówka – rysunek z Encyklopedii staropolskiej Glogera

Augustówka – rodzaj bojowej szabli polskiej z XVII-XVIII wieku, o głowni opatrzonej monogramem królów Augusta II, Augusta III lub Stanisława Augusta Poniatowskiego.
Szabla ta posiadała rękojeść zamkniętą lub karabelową, a monogram króla był trawiony lub rytowany na głowni. W przypadku okresu panowania króla Augusta II i Augusta III był to symbol „AR” (łac. Augustus Rex) pod koroną lub bez korony. Nazwę augustówka można spotkać też dla określenia późniejszych szabli z okresu panowania króla Stanisława Augusta Poniatowskiego – opatrzona wtedy była symbolem „SAR” (łac. Stanislaus Augustus Rex) pod koroną. W okresie ostatniego władcy Rzeczypospolitej Obojga Narodów pojawiły się szable z rytymi inskrypcjami okolicznościowymi, jak choćby: VIVAT NARÓD Z KRÓLEM / KRÓL Z NARODEM i KONSTYTUCJA / DZIEŃ 3 MAJA 1791 ROKU.
Augustówki wyróżniały się znakomitą jakością:

U drzwi domostwa wszystkie klamki, ćwieki, haki,
Albo ucięte, albo noszą szabel znaki:
Pewnie tu próbowano hartu Zygmuntówek,
Któremi można śmiało ćwieki obciąć z główek,
Lub hak przerżnąć, w brzeszczocie nie zrobiwszy szczerby.

Polskie możliwości produkcji głowni były niewystarczające na potrzeby polskiej armii, stąd oprócz głowni wykonanych na warszawskim Mokotowie (a także w szabelniach krakowskich i sandomierskich), były też wykonane na zamówienie za granicą. Broń ta bardzo była ceniona, m.in. przez Rosjan, gdzie dużo głowni augustówek zostało ponownie oprawionych w rękojeści typu szaszka, a jedna z nich została zdobyta na sowieckim kawalerzyście w... 1920 w czasie wojny polsko-bolszewickiej.
W zbiorach Muzeum im. ks. Józefa Jarzębowskiego w Licheniu Starym znajduje się oryginalna augustówka z okresu uchwalenia Konstytucji 3 maja. 